# Абдулазіз Аль-Анбері
Абдулазіз Аль-Анбері (араб. عبد العزيز العنبري, нар. 3 січня 1954) — кувейтський футболіст, що грав на позиції нападника за клуб «Аль-Кувейт», а також національну збірну Кувейту, у складі якої був володарем кубка Азії 1980 року та учасником чемпіонату світу 1982 року.

## Клубна кар'єра
Народився 3 січня 1954 року. Вихованець футбольної школи клубу «Аль-Кувейт». Дорослу футбольну кар'єру розпочав 1976 року в основній команді того ж клубу, кольори якої і захищав протягом усієї своєї кар'єри гравця, що тривала одинадцять років.

## Виступи за збірну
1978 року дебютував в офіційних матчах у складі національної збірної Кувейту.
У складі збірної був учасником домашнього для його команди кубка Азії з футболу 1980 року, здобувши того року титул чемпіона Азії, а також чемпіонату світу 1982 року в Іспанії.

## Титули і досягнення
- Переможець Кубка націй Перської затоки: 1976, 1982
- Володар Кубка Азії з футболу: 1980
- Срібний призер Кубка Азії: 1976
- Срібний призер Азійських ігор: 1982